# Venice (Los Angeles)

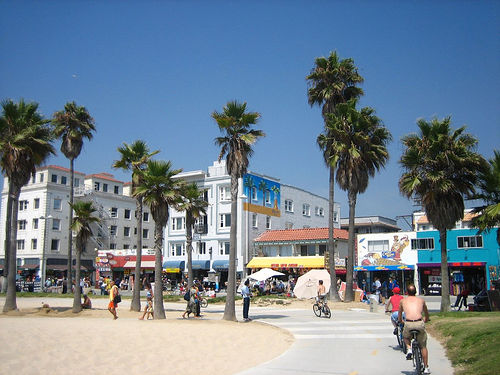
Venice Beach en de Ocean Front Walk

Venice is een wijk in het westen van Los Angeles, aan de kustlijn van de Grote Oceaan, bekend om zijn op het Italiaanse Venetië geïnspireerde grachten, het strandleven in Venice Beach en een aantal artistieke activiteiten. Venice ligt tussen Santa Monica in het noorden, Mar Vista in het oosten en Marina del Rey in het zuiden.
In Venice woont een aantal bekende mensen, waaronder Julia Roberts en Junkie XL. De wijk wordt doorsneden door de Venice Boulevard die vanuit Los Angeles dwars op de kustlijn en de Ocean Front Walk loopt. In een sportcentrum nabij Venice Boulevard is de fitnessrage begonnen.
In Venice is in 1966 de rockgroep The Doors opgericht. Leadzanger Jim Morrison woonde destijds in Venice.

## Geschiedenis
Venice, oorspronkelijk genaamd "Venice of America", werd in 1905 door de rijke ontwikkelaar Abbot Kinney gesticht als badplaats, 23 km ten westen van Los Angeles. Kinney en zijn partner Francis Ryan hadden in 1891 een 3,2 km lange strook aan eigendommen aan de oceaan ten zuiden van Santa Monica gekocht. Ze bouwden een badplaats aan de noordkant van het gebied, genaamd Ocean Park, dat al snel werd geannexeerd door Santa Monica. Toen Ryan overleden was, ontwikkelden Kinney en zijn nieuwe partners ook de rest van hun eigendom, ten zuiden van Navy Street.
Toen Venice of America opende op 4 juli 1905, had Kinney enkele kilometers kanalen gegraven om de moerassen in zijn woonwijk te dempen en het overtollig water af te voeren. Ook bouwde hij een 370 meter lange plezierpier met een auditorium, scheepsrestaurant en danszaal, en verwerkte hij in de bebouwing aan de centrale straten van de nieuwe badplaats Venetiaanse architectuur. Kinney huurde kunstenaar Felix Peano in om de zuilen van de gebouwen te ontwerpen. Opgenomen in de kapitelen van de zuilen zijn verschillende gezichten, gemodelleerd naar Kinney zelf en een lokaal meisje genaamd Nettie Bouck.
Toeristen in Venice kwamen meestal met de grote rode tramwagens van de Pacific Electric Railway Co. uit Los Angeles en Santa Monica. In de badplaats konden ze zich vervolgens verder verplaatsen met de Venice Miniature Railway en konden ze gondels nemen om door de kanalen te varen. De grootste attractie was het kilometers lange zacht glooiende strand van Venice.
De bevolking van Venice (3.119 inwoners in 1910) overschreed al snel de 10.000 inwoners, die in de weekends 50.000 tot 150.000 toeristen ontvingen.
In 1925 was het gebrek aan financiële draagkracht van de badplaats onhoudbaar geworden. De wegen, water- en rioleringssystemen moesten dringend worden gerepareerd en uitgebreid om gelijke tred te houden met de groeiende bevolking. Toen werd voorgesteld Venice te laten annexeren door Los Angeles, stemde de raad van toezicht voor verkiezingen. Annexatie werd goedgekeurd bij de verkiezingen in november 1925, en Venice werd een wijk van Los Angeles in 1926.

## Geboren in Venice
- Stacy Peralta (1957), skateboarder en filmregisseur